# آکیوشی سوگیورا
آکیوشی سوگیورا (انگلیسی: Akiyoshi Sugiura؛ زادهٔ) کارگردان فیلم اهل ژاپن است.